# 科皮爾利亞
51°6′45″N 25°35′40″E / 51.11250°N 25.59444°E
科皮爾利亞（烏克蘭語：Копилля）是位於烏克蘭西部沃倫州裏盧茨克區的村莊，始建於1577年，面積52.33平方公里，海拔高度173米，2001年人口878，人口密度每平方公里0.02人。